# لويس إسترادا
لويس إسترادا (بالإسبانية: Luis Estrada) (7 يوليو 1948 في المكسيك - ) هو مدرب كرة قدم ولاعب كرة قدم مكسيكي في مركز الهجوم، شارك في الألعاب الأولمبية الصيفية 1968. وشارك مع منتخب المكسيك لكرة القدم. أما مع النوادي، فقد لعب مع كروز آزول وكلوب ليون.

## وصلات خارجية
- لويس إسترادا على موقع الاتحاد الدولي (مؤرشف)  (الإنجليزية)
- لويس إسترادا على موقع قاعدة بيانات كرة القدم.إي يو (الإنجليزية)
- لويس إسترادا على موقع ناشيونال فوتبول تيمز (الإنجليزية)
- لويس إسترادا على موقع عالم كرة القدم.نت (الإنجليزية)
- لويس إسترادا على موقع أوليمبيديا (الإنجليزية)